# ألعاب مضحكة (فلم 2007)
ألعاب مضحكة (بالإنجليزية: Funny Games)، هو فيلم رعب تم إنتاجه الولايات المتحدة وفرنسا وايطاليا والمملكة والمتحدة والمانيا من بطولة نعومي واتس ومايكل بيت وتيم روث وبرادي كوربيت، وهو عبارة عن إعادة صناعة لفيلم نمساوي يحمل نفس الاسم.

## القصة
تقوم أسرة (فاربر) بالذهاب إلى منزل البحيرة الذي يقع في منطقة نائية لقضاء عطلة صيفية، يطرق بابهما شخصان غريبا الأطوار، يدعيان (بول) و(بيتر)، وهما قاتلان متسلسلان ساديان، بدعوى استعارة بعض الأشياء، يحاول (جورج) رب الأسرة طردهما، لكنهما يقومان بكسر قدمه، وأخذ الأسرة رهائن، ويجبرانهم على بعض الألعاب السادية المخيفة حتى لايقتلانهم.

## الميزانية والإيرادات
حقق الفيلم أرباح تقدر بـ 8.2 مليون دولار.

## وصلات خارجية
- مقالات تستعمل روابط فنية بلا صلة مع ويكي بيانات